# پارک ملی بنک
پارک ملی بَنکِ (به انگلیسی:Banke National Park) کشور نپال شهر لومبینی قرار دارد. در سال ۲۰۱۰ به عنوان دهمین پارک ملی نپال رتبه‌بندی شد و از آن پس به عنوان پارک ملی نام آن در لیست قرار گرفت. منطقه حفاظت شده پارک بَنکِ به مساحت ۵۵۰ کیلومتر است.
یکی از نزدیک‌ترین همسایه‌های پارک ملی بَنکِ منطقه محافظت شده از ببرها در پارک ملی بردیا است که در فاصله ای ۱۵۱۸ کیلومتری آن واقع شده است.

## پوشش گیاهی
پوشش گیاهی پارک ملی بَنکه حداقل از ۱۱۳ گونه درخت، ۱۰۷ گونه گیاه و ۸۵ گونه درختچه تشکیل شده است که فضای اطراف آن اغلب به صورت کوه است که از صخره‌های بزرگ تشکیل شده است. گونه‌های گیاهی موجود در این پارک عبارتند از SAL , axlewood , anacardium Semecarpus.

## جانوران
این پارک ملی در داخل منطقه حفاظت شده خود ببر و گیاه چهار شاخ را جای داده است. در سال ۲۰۱۴، یک مانگوس قرمز (نوعی سنجاب یا موش خرمایی) رنگ برای اولین بار در منطقه پارک ملی بَنکِ ثبت شد.